# Notre Dame (film 1939)
Notre Dame (The Hunchback of Notre Dame) è un film del 1939 diretto da William Dieterle, basato sul romanzo Notre-Dame de Paris di Victor Hugo. Si tratta probabilmente della versione più suggestiva del racconto di Hugo, principalmente in merito alla recitazione di Charles Laughton nel ruolo di Quasimodo la quale all'epoca fu molto acclamata. A oggi è uno degli adattamenti più apprezzati, pur con l'aggiunta di un lieto fine. 

## Trama
A Parigi, nel 1482, la zingara Esmeralda  arriva nel piazzale della cattedrale di Notre Dame con i suoi compagni gitani, guidati da Clopin, i quali iniziano però ben presto ad essere perseguitati dalle autorità politiche. Durante i festeggiamenti nella corte dei miracoli, la zingara danza sotto gli occhi ammirati del re di Francia Luigi XI e viene notata da Gringoire, un giovane poeta e filosofo, che è subito attratto da lei.

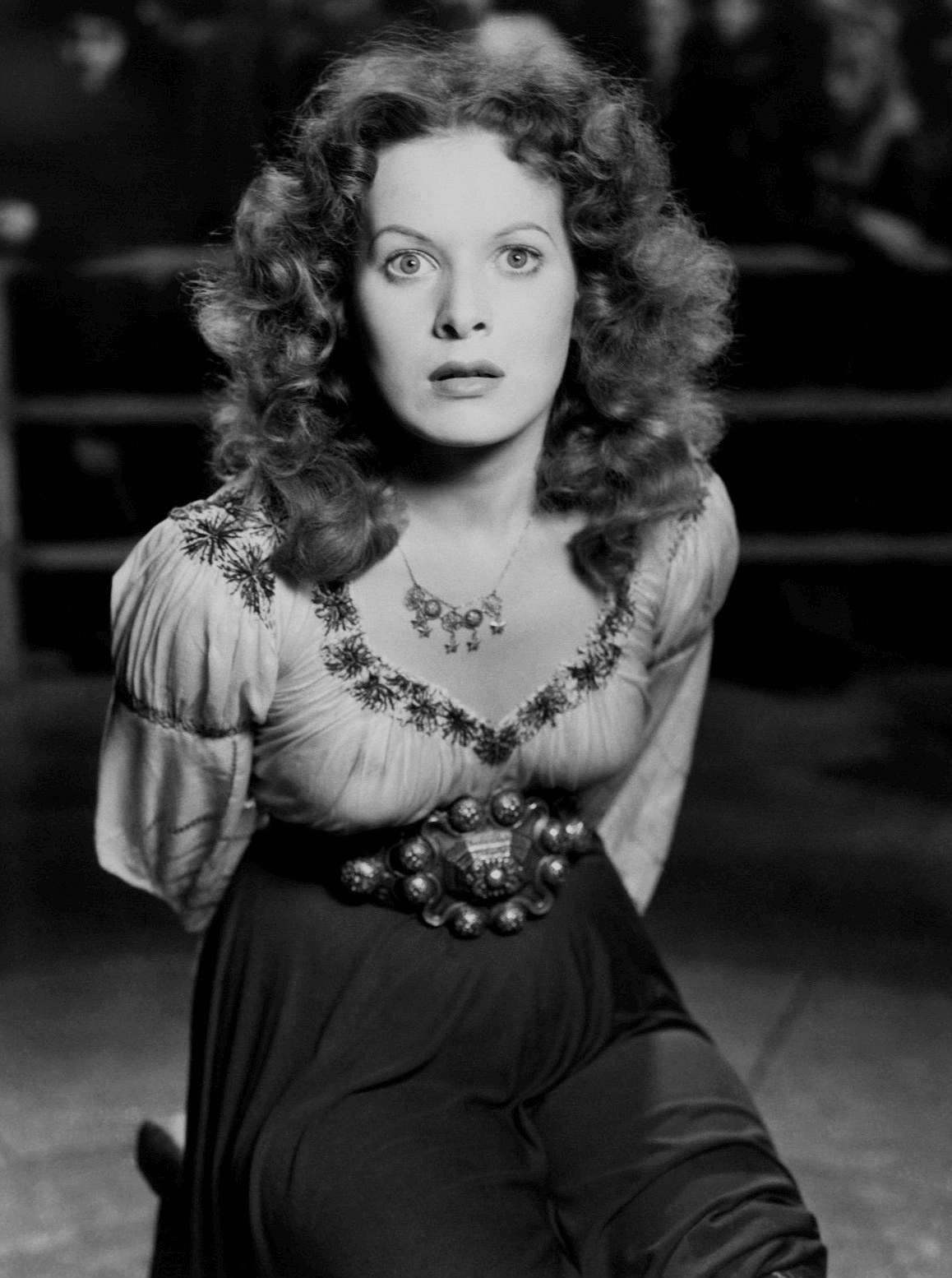
Maureen O'Hara interpreta Esmeralda

L'infelice Quasimodo, il campanaro gobbo e deforme di Notre Dame, quando vede per la prima volta Esmeralda se ne innamora perdutamente e, sotto ordine del genitore adottivo Claude Frollo, tenta di rapirla. Ma viene arrestato dalle guardie del re e condannato alla fustigazione. Esmeralda è l'unica ad avere compassione di Quasimodo e gli offre da bere durante il pubblico supplizio. Frollo, che nutre un viscerale odio nei confronti degli zingari ma che si è infatuato di Esmeralda, uccide Febus, il capitano delle guardie di Parigi, con il quale la zingara si stava incontrando per un appuntamento romantico. La colpa dell'omicidio ricade su Esmeralda, che viene condannata all'impiccagione, ma viene salvata da Quasimodo, che la nasconde nella cattedrale con l'intenzione di tenerla sempre con sé, senza alcuna intenzione di riportarla dagli zingari.
Nel frattempo Frollo, deciso a sbarazzarsi una volta per tutte degli odiati gitani, li attira a Notre Dame e li fa combattere con le guardie. Mentre gli zingari sono impegnati nella lotta, Frollo trova il nascondiglio di Quasimodo e tenta di uccidere sia lui che Esmeralda. I due uomini si affrontano corpo a corpo e il campanaro ha la meglio e lo uccide gettandolo dalla torre. Esmeralda viene però portata via dagli zingari, e lascia definitivamente Parigi con i suoi compagni e con Gringoire, innamorato di lei fin dal primo momento. Quasimodo rimane di nuovo solo e disperato. "Perché non sono di pietra come te?" chiede ad una garguglia della cattedrale, concludendo così la vicenda.

## Produzione
Il film fu prodotto dalla RKO Radio Pictures.

## Distribuzione
Distribuito dalla RKO Radio Pictures, il film uscì nelle sale cinematografiche USA il 29 dicembre 1939 con il titolo originale The Hunchback of Notre Dame.